# Daniyar Shamshayev
Daniyar Shamshayev (en kazajo: Данияр Шамшаев; 13 de agosto de 2001) es un deportista kazajo que compite en judo. Ganó una medalla de oro en el Campeonato Asiático de Judo de 2022, en la categoría de –73 kg.

## Palmarés internacional
| Campeonato Asiático | Campeonato Asiático    | Campeonato Asiático | Campeonato Asiático |
| Año                 | Lugar                  | Medalla             | Categoría           |
| ------------------- | ---------------------- | ------------------- | ------------------- |
| 2022                | Nursultán (Kazajistán) | Medalla de oro      | –73 kg              |